# 截趾虎
截趾虎（學名：Gehyra mutilata），又名裂足虎、裂足蝎虎。為壁虎科截趾虎屬的爬行動物。此物種原生於東南亞，但已擴散至世界多地，包括斯里蘭卡、中南半島及眾多太平洋群島。與疣尾蝎虎相比，截趾虎顯得較為圓潤，且皮膚細嫩。牠的皮膚通常呈柔和的紫粉灰色，年幼個體身上有金黃色斑點；這些斑點會隨年齡增長而逐漸消失。

## 外觀描述
截趾虎的頭部長於寬。吻部長於眼至耳孔之間的距離，約為眼眶直徑的 1.3 倍。前額具中央溝槽。耳孔中等大小，略呈卵形。身體與四肢中等長度，略為扁平。後肢後方有一摺皮。腳趾短小，基部略具蹼。趾下片為角狀，並有中央溝槽分開。身體上表與喉部覆蓋著細小粒狀鱗片，背部的鱗片最大且扁平。腹鱗中等大小。吻鱗（Rostral scale）呈四角形，寬大於高，上方有一縱裂。鼻孔由吻鱗、第一唇鱗（Labial scales）與三塊鼻鱗（Nasal scales）圍繞，其中上方那片最大，且常與對側相接。有 8 或 9 枚上唇鱗，以及 6 或 7 枚下唇鱗。頦鱗（Mental scale）中等大小，呈五邊形。有三對頦盾鱗，最內側一對最大且細長，最外側一對較小，常分裂成小鱗片。股孔呈雙曲線排列，中間帶角形，每側有 14 至 19 個。尾巴扁平，側緣通常銳利且有微細鋸齒。尾部上表覆蓋著極小的扁平鱗片，下表通常具有一列大型橫向展開的鱗片。截趾虎背部呈灰褐或紅褐色，可能為單一顏色、點狀或深色斑駁。腹面為均勻的白色。
截趾虎的吻肛長（SVL）可達 2.25英寸（5.7 cm），尾長與 SVL 相當。
一個重要的識別特徵是其最內側的腳趾缺乏爪子。

## 地理分布
截趾虎廣泛分布於婆羅洲、中國東南部、法屬玻里尼西亞、夏威夷（茂宜島）、印度、印尼、馬來西亞、新加坡、馬斯克林群島、墨西哥西部、緬甸、泰國、新幾內亞、菲律賓、皮特凱恩群島、塞席爾群島及斯里蘭卡等地。

## 習性與棲地
如同許多其他壁虎，截趾虎對環境的適應能力很強，雖偏好林地、岩石區與人類居所，棲地高度從海平面至 1,400米（4,600英尺）不等。 在夏威夷的沙灘地區也非常常見，被視為一種外來入侵種。牠很樂於在民宅內居住，似乎並不介意與人類共處。許多民眾也不排斥這種壁虎，或許因為牠屬於夜行性，活動多在牆壁與天花板的高處，行蹤低調，且會捕食室內昆蟲，因此被認為是有益的生物。
如同許多壁虎品種，截趾虎也會發出聲音進行溝通。牠的叫聲像是「tock」，會重複六至八次，聲音逐漸增強。 此外，牠的奔跑速度也比其他家壁虎更快。
截趾虎在棲地位置上常與疣尾蝎虎相比較，人們常說截趾虎不會出現在有疣尾蝎虎的地方，但此種模式會因地區不同而有所變化。

## 食性
截趾虎捕食等足目動物、白蟻與其他小型昆蟲。

## 繁殖
截趾虎為卵生動物。 每次產卵數為一至三顆，通常為兩顆。

## 保护
本种于2023年被收录入《有重要生态、科学、社会价值的陆生野生动物名录》。